# Victoria Albis

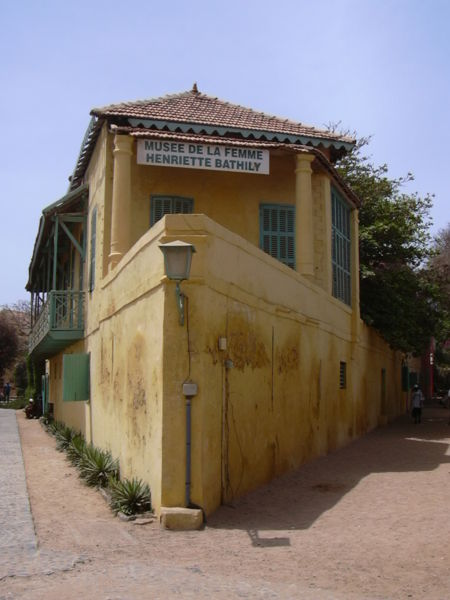
Maison Victoria Albis-Angrand de Gorée.

Victoria Albis fut l'une des plus célèbres signares du XVIIIe siècle, aux côtés d'Anne Pépin, Cathy Louette ou encore de sa fille Hélène Aussenac.

## Maison Victoria Albis-Angrand
C'est une maison à deux niveaux datant de 1777 (angle rue Malavois et rue Saint-Germain à Gorée), ornée de deux galeries superposées à arcades.
La maison abrita en 1836 le tribunal civil et deux ans plus tard la prison civile dans les petites pièces du rez-de-chaussée. Elle servit ensuite de cour d’assises et de tribunal de première instance en 1840.
Les derniers propriétaires Armand-Pierre Angrand (maire de Gorée/Dakar en 1934) et son frère Alexandre Angrand l'ont vendue en 1950 au musée historique de l'IFAN, aujourd'hui logé au fort d'Estrées. Elle accueille désormais le musée de la Femme Henriette-Bathily. La dernière restauration date de 1994. Un descendant de la famille Angrand, Jean-Luc Angrand, est l'auteur d'un livre sur Gorée où il décrit cette maison.